# Schramme11
Schramme11 ist eine deutsche Rockband aus Wiesloch in Baden-Württemberg. Im Prinzip handelt es sich um die Ska-Band The Busters, die sich einen neuen Bandnamen gab, um andere Musik zu spielen. Dabei existiert The Busters weiterhin. Die beiden Projekte versuchen die Bandmitglieder strikt zu trennen.

## Geschichte
Durch die Zusammenarbeit mit Farin Urlaub entstand bei den Busters der Wunsch, auch Texte auf Deutsch zu verfassen. Zusammen mit dem Produzententeam Elephant Music, die bereits hinter der Band Santiano stand, versuchte man einen Neubeginn unter neuem Namen und mit einem anderen Musikstil. So wurden die Ska-Einflüsse weitestgehend entfernt und man übernahm Elemente des Balkan-Pop, des Klezmer und der russischen Folklore. Auch Einflüsse aus dem Americana und der Countrymusik sind vertreten. Dezente Anklänge an den Schlager sind auch zu finden. Hagen Stoll von Haudegen arbeitete eng mit der Band zusammen und verfasste einige Stücke mit. Die Band unterschrieb bei Sony Music und veröffentlichte am 15. Januar 2016 ihr Debütalbum Durch dick und dünn. Ihr Debütalbum erreichte Platz 44 der deutschen Albumcharts.
Der Bandname bezieht sich auf die Schrammen, die man im Leben erhält und als Teil der Vita bestehen bleiben. Die „11“ bezieht sich auf die Anzahl der Bandmitglieder.
Im Dezember 2020 verstarb Percussionist und Gründungsmitglied Jesse Günther.

## Diskografie
- 2016: Durch dick und dünn (Sony Music)